# Buco nero di massa intermedia
Per buco nero di massa intermedia (in inglese Intermediate-mass black hole, IMBH) s'intende un buco nero la cui massa è significativamente maggiore dei buchi neri stellari (alcune decine di masse solari), ma tuttavia molto meno dei buchi neri supermassivi (alcuni miliardi di masse solari).

## Osservazione
C'è minore evidenza riguardo alla loro esistenza che per i stellari e i supermassicci. Alcune sorgenti di raggi X ultraluminosi (ULXs)  in galassie vicine sono sospettate di essere degli IMBH, con dimensioni che vanno da cento a mille masse solari.
Le ULXs si possono osservare in regioni di formazione stellare (per es., nella galassia M82), e sono apparentemente associate a giovani ammassi stellari pure osservabili in queste regioni. Comunque solo una misurazione dinamica della massa dall'analisi tramite lo spettro ottico della stella compagna, può svelare la presenza di un buco nero di massa intermedia quale centro compatto di accrescimento della sorgente di raggi X ultraluminosi.
Evidenze ulteriori riguardo all'esistenza degli IMBH possono essere ottenute dall'osservazione della radiazione gravitazionale, emessa dai residui compatti che orbitano attorno all'IMBH.
Inoltre, la relazione M-sigma predice l'esistenza di buchi neri con masse da 10000 a 1000000 M⊙ in galassie a bassa luminosità.

## Ipotesi sulla formazione
Ad ogni modo non è chiaro come tali buchi neri si formerebbero. Da un lato, essi sono troppo massivi per essere formati dal collasso gravitazionale di una singola stella, che è il modo in cui i buchi neri stellari si presume si formino. D'altra parte, i loro ambienti sono privi di quelle condizioni estreme — cioè le alte densità e velocità osservate nei centri delle galassie — che sembrano condurre alla formazione di buchi neri supermassivi. Ci sono due popolari simulazioni riguardo alla formazione degli IMBH. Il primo, è la fusione di buchi neri stellari e altri oggetti compatti per mezzo della radiazione gravitazionale. Il secondo è la collisione incontrollata di stelle massicce in densi ammassi stellari e il conseguente collasso dei prodotti di collisione in IMBH.

## Scoperte
Nel novembre del 2004 una squadra di astronomi riportò la scoperta del GCIRS 13E, il primo buco nero di massa intermedia nella nostra galassia, orbitante a tre anni luce da Sagittarius A*. Questo buco nero intermedio di 1300 M⊙ si trova all'interno di un gruppo di sette stelle, probabilmente ciò che rimane di un insieme di stelle massicce strappate via dal centro galattico. Questa osservazione può dare sostegno all'idea che i buchi neri supermassivi crescano assorbendo dalle immediate vicinanze stelle e buchi neri di minore dimensione. D'altra parte recentemente, un gruppo di ricercatori tedeschi ha affermato che la presenza di un IMBH nei pressi di un centro galattico è dubbia. Questa conclusione è basata su uno studio dinamico di un piccolo gruppo di stelle in cui si sospetta si trovi un buco nero di massa intermedia, accendendo un dibattito sulla sua reale esistenza tuttora aperto.
Più recentemente, nel gennaio del 2006 una squadra condotta dal prof. Philip Kaaret dell'Università dell'Iowa, annunciò la scoperta di un'oscillazione quasiperiodica da parte di un candidato a buco nero di massa intermedia, localizzato usando il Rossi X-ray Timing Explorer della NASA. Il candidato, M82 X-1, è orbitato da una gigante rossa che sta perdendo la sua atmosfera inghiottita man mano dal buco nero. Né l'esistenza dell'oscillazione né la sua interpretazione come periodo orbitale del sistema sono pienamente accettati dal resto della comunità scientifica. Mentre l'interpretazione è abbastanza ragionevole, la periodicità è sostenuta basandosi soltanto su circa 4 cicli, lasciando intendere perciò che possa trattarsi di una variazione casuale. Se il periodo è reale, potrebbe essere o il periodo orbitale, come suggerito, o un periodo superorbitale nel disco di accrescimento, come si è visto in altri sistemi.
Il 2 giugno 2017 LIGO avrebbe rivelato la fusione di due buchi neri, uno da 31,2 masse solari e l'altro da 19,4 masse solari, il cui risultato è un buco nero da 48,7 masse solari distante 2,9 miliardi di anni luce.
Nel 2020 è stata resa nota la conferma della presenza di un buco nero di massa intermedia (circa 50000 M⊙) nella sorgente di raggi x 3XMM J215022.4−055108, individuata nel 2006 dai telescopi Chandra della NASA e XMM-Newton dell'ESA.
Nel 2024 un team ha confermato la presenza di un buco nero di massa intermedia al centro dell'ammasso globulare Omega Centauri, con una massa di 8200 masse solari.